# Маунт Етна (Мериленд)
Маунт Етна (енгл. Mount Aetna) насељено је место без административног статуса у америчкој савезној држави Мериленд.

## Демографија
По попису из 2010. године број становника је 561, што је 277 (-33,1%) становника мање него 2000. године.
| Група             | 2000.       | 2010.       |
| Белци             | 788 (94,0%) | 497 (88,6%) |
| Афроамериканци    | 9 (1,1%)    | 7 (1,2%)    |
| Азијати           | 13 (1,6%)   | 21 (3,7%)   |
| Хиспаноамериканци | 20 (2,4%)   | 21 (3,7%)   |
| Укупно            | 838         | 561         |